# Brauenwaldsänger
Der Brauenwaldsänger (Leiothlypis peregrina; Syn. Vermivora peregrina) auch Brauen-Waldsänger ist ein kleiner Vogel aus der Familie der Waldsänger (Parulidae).
Brauenwaldsänger haben eine Körpergröße von etwa elf bis zwölf Zentimetern. Das Oberseitengefieder ist olivgrün bis olivgelb mit einem grauen Kopfgefieder, das Unterseitengefieder gelblich bis weiß.
Ihre schalenförmigen Nester legen sie unter anderem im dichten Gestrüpp auf dem Boden an. Ein Gelege umfasst vier bis sechs braun gefleckte weiße Eier. Das Weibchen brütet die Eier in einem Zeitraum von elf bis zwölf Tagen aus.
Die Brutgebiete befinden sich im Norden von Nordamerika, von Kanada über den Norden der USA. Über den Winter ziehen sie in den Süden von Mittelamerika. Als sehr seltener Gast kommt er auch in Westeuropa vor.